# THEE MICHELLE GUN ELEPHANT GRATEFUL TRIAD YEARS
『THEE MICHELLE GUN ELEPHANT GRATEFUL TRIAD YEARS』（ミッシェル・ガン・エレファント グレートフル・トライアド・イヤーズ）は、thee michelle gun elephantによる3枚目のベスト・アルバム。2002年12月25日発売。発売元はコロムビアミュージックエンタテインメント。

## 解説
- レーベル移籍に伴い発売された、トライアド在籍時の楽曲から編纂されたベスト・アルバム。
- 「1995-2002」は初回10万枚限定で、3枚組BOXで発売された。Disc 1の「1995-1997」、Disc 2の「1998-2002」は後に単品で発売された。「1995-2002」はこの2枚に、レアトラック集が付いたものである。
- 全曲リマスタリングが施されている。
- 同日には、移籍後のユニバーサルJからシングル「太陽をつかんでしまった」が同時発売された。

## 収録内容

### Disc 1：1995-1997
1. マシュマロ・モンスター (4:11)
収録アルバム：インディーズ・ミニ・アルバム『wonder style』
2. strawberry garden (5:17)
収録アルバム：『cult grass stars』
3. 世界の終わり(primitive version)(5:47)
収録シングル：「世界の終わり」、収録アルバム：『cult grass stars』
4. I was walkin' & sleepin' (5:15)
収録アルバム：『cult grass stars』
5. キャンディ・ハウス (3:23)
収録シングル：「キャンディ・ハウス」、収録アルバム：『High Time』,『RUMBLE』
6. オートマチック（トランジスタ・バージョン） (2:13)
収録シングル：「キャンディ・ハウス」、収録アルバム：『RUMBLE』
7. リリィ (4:11)
収録シングル：「リリィ」、収録アルバム：『High Time』
8. シャンデリヤ (4:42)
収録アルバム：『High Time』
9. スロー (4:12)
収録アルバム：『High Time』
10. カルチャー (3:24)
収録シングル：「カルチャー」、収録アルバム：『Chicken Zombies』,『RUMBLE』
11. カーテン (6:07)
収録シングル：「カルチャー」、収録アルバム：『RUMBLE』
12. ゲット・アップ・ルーシー (4:48)
収録シングル：「ゲット・アップ・ルーシー」、収録アルバム：『Chicken Zombies』,『RUMBLE』
13. バードメン (3:48)
収録シングル：「バードメン」、収録アルバム：『Chicken Zombies』
14. ブロンズ・マスター (3:26)
収録アルバム：『Chicken Zombies』
15. サニー・サイド・リバー (4:28)
収録アルバム：『Chicken Zombies』

### Disc 2：1998-2002
1. G.W.D (シングル・ヴァージョン)  (4:06)
収録シングル：「G.W.D」、収録アルバム：『ギヤ・ブルーズ』
2. アウト・ブルーズ (4:16)
収録シングル：「アウト・ブルーズ」
3. スモーキン・ビリー(3:28)
収録シングル：「スモーキン・ビリー」、収録アルバム：『ギヤ・ブルーズ』
4. キラー・ビーチ (5:13)
収録アルバム：『ギヤ・ブルーズ』
5. フリー・デビル・ジャム (2:43)
収録アルバム：『ギヤ・ブルーズ』
6. GT400 (4:17)
収録シングル：「GT400」、収録アルバム：『カサノバ・スネイク』
7. コブラ (4:58)
収録アルバム：『カサノバ・スネイク』
8. プラズマ・ダイブ (3:01)
収録アルバム：『カサノバ・スネイク』
9. ドロップ (6:30)
収録アルバム：『カサノバ・スネイク』
10. ベイビー・スターダスト (3:16)
収録シングル：「ベイビー・スターダスト」、収録アルバム：『ロデオ・タンデム・ビート・スペクター』
11. 武蔵野エレジー (4:52)
収録シングル：「ベイビー・スターダスト」、アルバム初収録
12. シトロエンの孤独 (5:42)
収録アルバム：『ロデオ・タンデム・ビート・スペクター』
13. 暴かれた世界 (3:45)
収録シングル：「暴かれた世界」、収録アルバム：『ロデオ・タンデム・ビート・スペクター』
14. バード・ランド・シンディー (3:45)
収録アルバム：『ロデオ・タンデム・ビート・スペクター』
15. 赤毛のケリー (5:37)
収録アルバム：『ロデオ・タンデム・ビート・スペクター』

### Disc 3：rare tracks
1. あんたのどれいのままでいい
収録シングル：「VIBE ON!/あんたのどれいのままでいい」、アルバム初収録。
2. スイミング・ラジオ (demo)
3. EAT THE TELEVISION (demo)
4. 夢のマイアミ (demo)
5. cisco~想い出のサンフランシスコ (She's gone)【Toe Rag Sessions】
6. ドロップ(alternative)

全作詞：チバユウスケ / 作曲：thee michelle gun elephant